# 羊

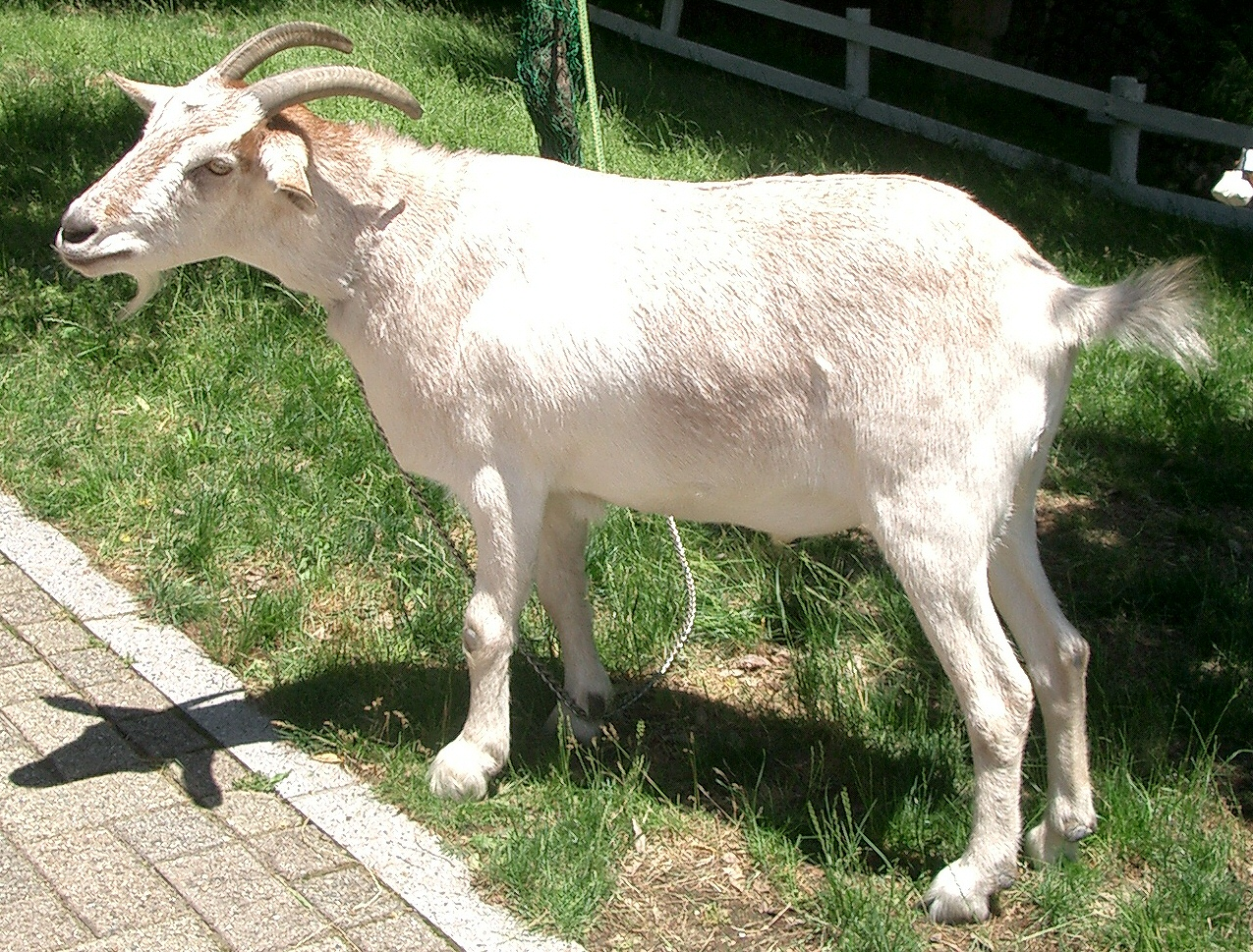
山羊

羊，即是羊族，為羊亞科下的一個族（學名：Caprini），中國古代稱羶根、珍郎、卷婁、獨筍子。

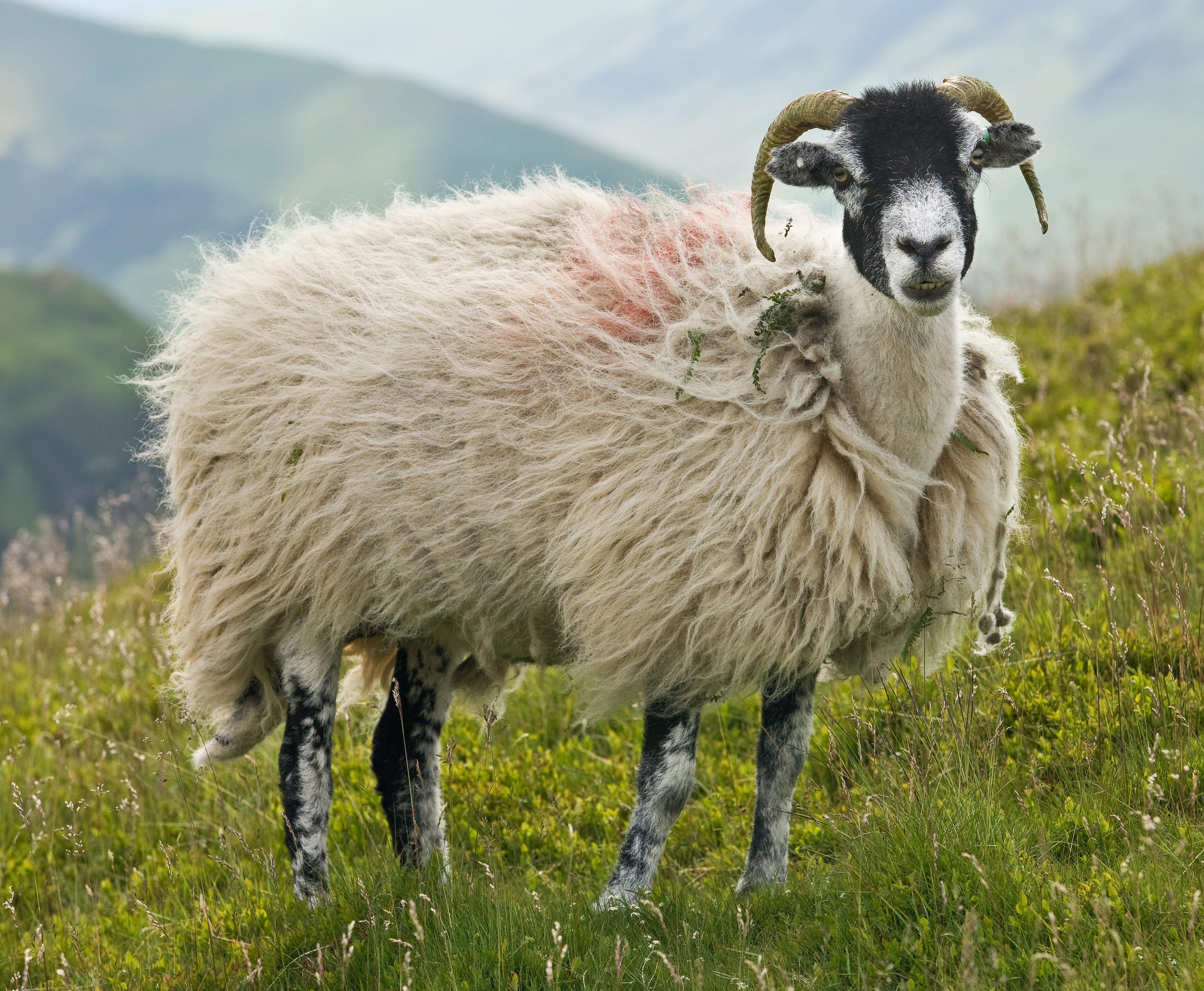
黑面羊

羊族下包括綿羊、山羊、羚羊等。
羊亞科羊羚族的动物也常通称“羊”。

## 分類
本族包含10個屬如下：
- 髯羊屬 Ammotragus Blyth, 1840
- 阿拉伯塔爾羊屬 Arabitragus Ropiquet & Hassanin, 2005
- 羚牛屬 Budorcas Hodgson, 1850
- 山羊屬 Capra Linnaeus, 1758
- 喜瑪拉雅塔爾羊屬 Hemitragus (Hodgson, 1841)
- 尼爾吉里塔爾羊屬 Nilgiritragus Ropiquet & Hassanin, 2005
- 雪羊屬 Oreamnos Rafinesque, 1817
- 羊屬 Ovis Linnaeus, 1758
- 岩羊屬 Pseudois Hodgson, 1846
- 臆羚屬 Rupicapra Garsault, 1764

## 文化影響

### 神話與民俗學

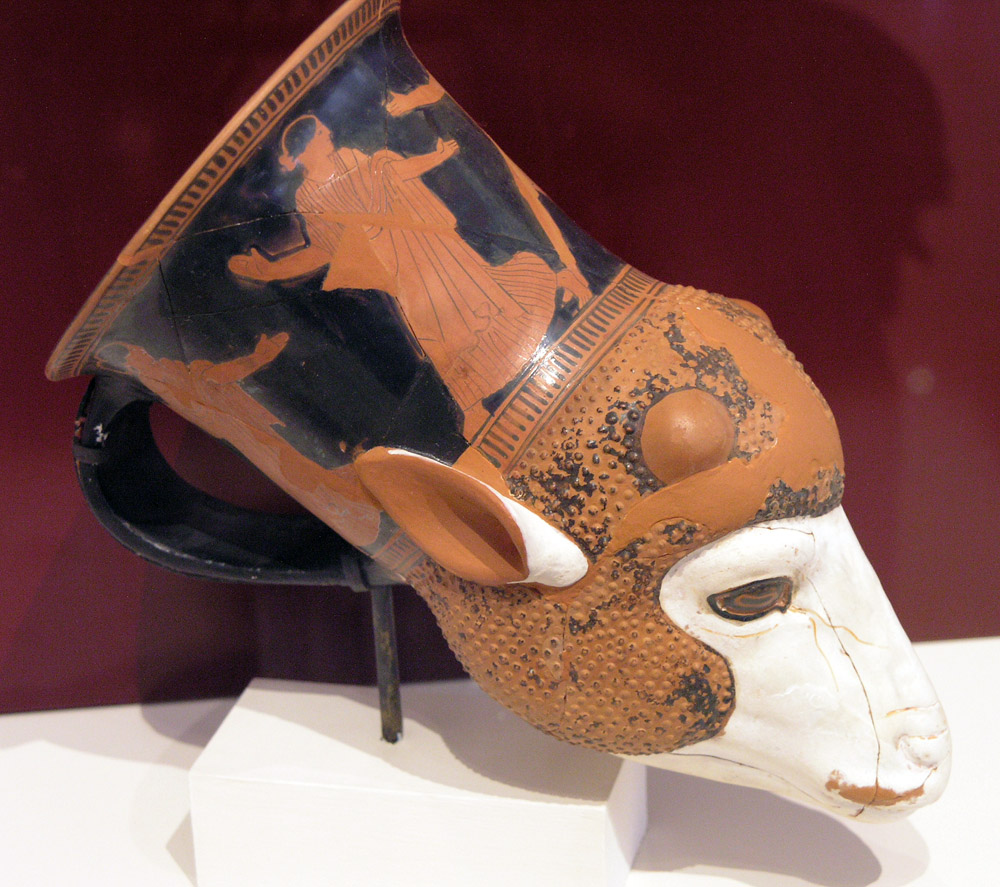
古希臘紅繪公羊角形杯，約460-450 BC。從亞納菲索斯。國家考古博物館，雅典。

羊在中國文化中是吉祥的動物，中國造字時屬善、屬義、屬美的字都是採羊字頭，吉祥的『祥』字亦少不了一個羊字，其道理在此。羊在中國的傳統裝飾中應用亦很多。古人把羊與祥通用，大吉羊即為大吉祥。用羊作裝飾的圖案中就有吉利、祥瑞的意義，吉祥寓意三陽開泰。羊姓在中国并不是一个常见的姓氏，但也是中国较为古老的姓氏之一。在《百家姓》中排第202位。羊在中国传统的十二生肖中排名第八位，对应的地支是未。而在西方，十二星座中也設白羊座和摩羯座（山羊座），並排名第一位跟第十位。山羊在西方文化中象徵不屈，綿羊象徵軟弱；猶太文化則視山羊為叛逆，綿羊為順服。在英國的一個小鎮，每年也會舉行一年一度賽綿羊大賽，不僅讓當地人著迷，更風靡整個英倫三島。這一項傳統比賽始於1989年，當時人們在一次晚宴上提出這個新奇的建議，不過直到1992年，綿羊賽跑大賽才正式在一座農場誕生。

### 獬豸神羊

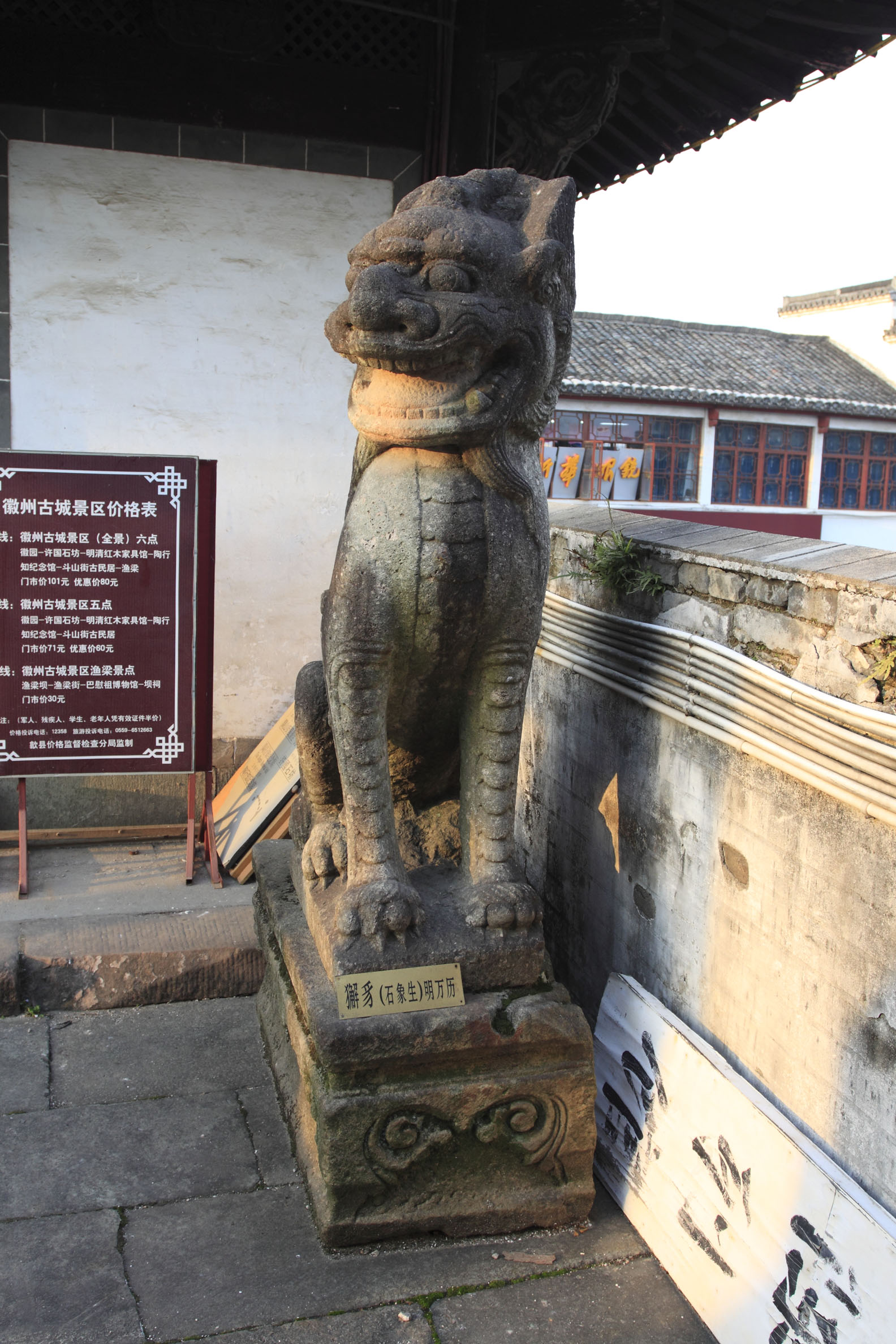
獬豸石雕，藏于安徽歙县东谯楼

這個傳說被記在了東漢《論衡》裡：獬豸「一角之羊也，性知有罪。皋陶治獄，其罪疑者，令羊觸之，有罪則觸，無罪則不觸。故皋陶敬羊」。皋陶決獄明白，執法公正。遇到曲直難斷的情況，便放出獨角神羊，獬豸頂觸的，一準是有罪之人。
在中國古代的法律文化中，獬豸一向被視為公平正義的象徵，自古以來被認為是驅害辟邪的吉祥瑞物。
古人做獬豸的文章，緊扣著執法的主題。由此，乾脆稱其為任法獸，」還發明了一種執法者的官帽，稱為獬冠。《淮南子‧主術訓》：「楚文王好服獬冠，楚國效之。」這樣的官帽，漢代稱其為法冠。《後漢書‧輿服志下》記，法冠高桶狀，取「鐵柱卷」式造型，「或謂之獬豸冠。獬豸神羊，能別曲直，楚王嘗獲之，故以為冠」。獬豸帽在春秋時代已出現，秦代時執法御史戴著它，漢代因循下來。古時稱御史冠為獬豸，進而以獬豸代指執法官。問案決獄的衙門裡，牆上畫著獬豸，長官戴著獬冠——在古代的公堂上，異獸神羊真是出盡了風頭。

## 經濟用途
羊有許多經濟用途，例如羊乳（以及其延伸產品，如奶酪）、羊毛、羊肉和羊毛脂。還有羊皮紙在東方的紙傳入之前，一直長時間扮演重要的角色。
綿羊在一些國家如澳亞、新西兰、烏拉圭、阿根廷等都占相當重要的經濟地位，如澳大利亞被稱作“騎在羊背上的國家”。

## 延伸阅读
[在维基数据编辑]
 《欽定古今圖書集成·博物彙編·禽蟲典·羊部》，出自陈梦雷《古今圖書集成》

## 外部連結
- American Sheep Industry （页面存档备份，存于）
- Sheep Industry (Queensland)
- Canadian Sheep Federation
- National Sheep Association （页面存档备份，存于） (UK)
- New Zealand Sheepbreeders Association （页面存档备份，存于）
- Sheep magazine （页面存档备份，存于）, all articles available free online
- View the sheep genome[永久] in Ensembl
- Goat breeds from the Department of Animal Science, Oklahoma State University （页面存档备份，存于）
- The American Dairy Goat Association （页面存档备份，存于）
- British Goat Society
- International Goat Association （页面存档备份，存于）
- North American Packgoats Association （页面存档备份，存于）